# August Wilhelm Remme

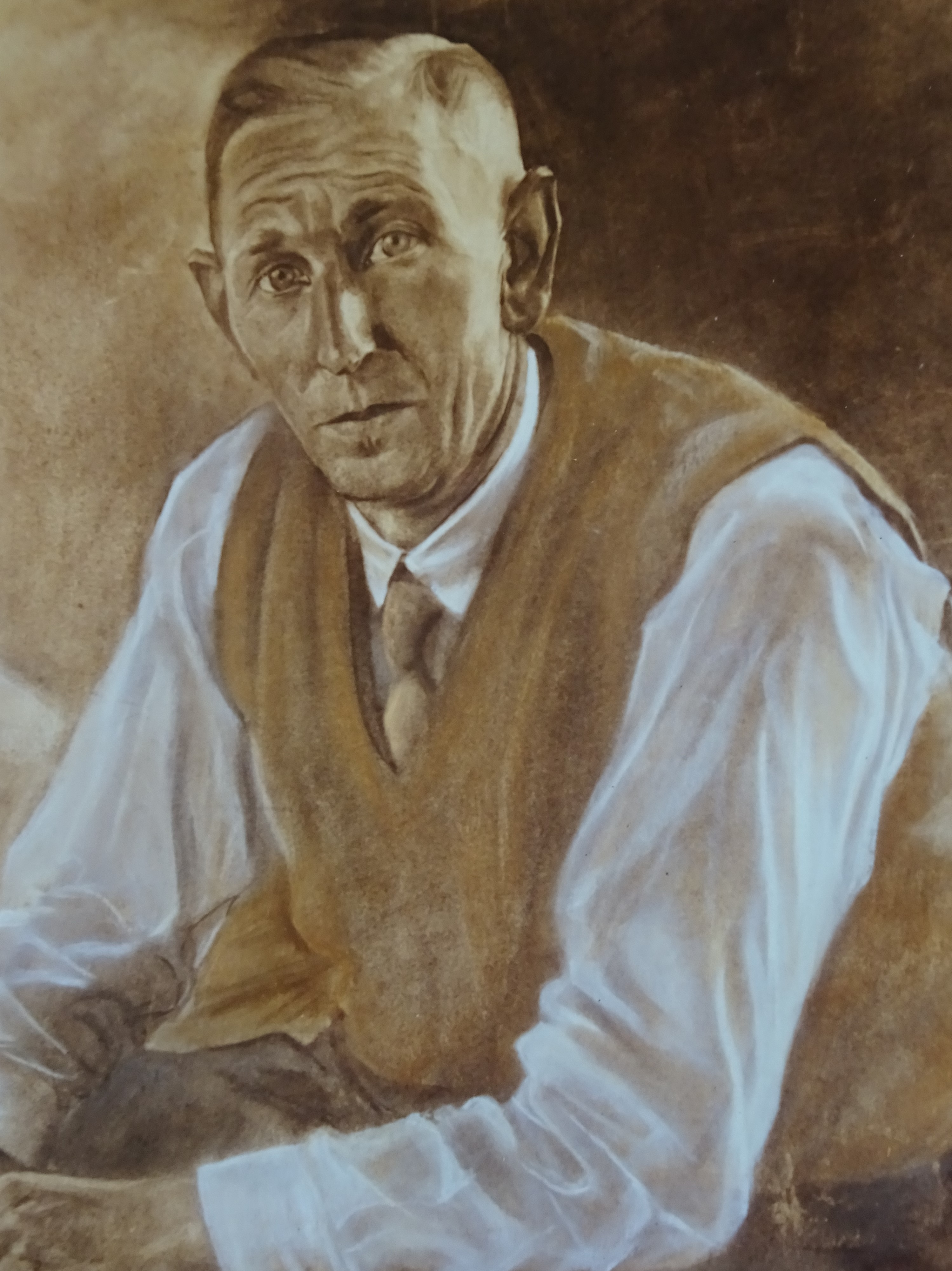
August Wilhelm Remme

August Wilhelm Remme (* 24. August 1892 in Osnabrück; † 8. Mai 1971 in Leer) war ein deutscher Lehrer und Bildhauer.

## Leben
August Wilhelm Remme wurde am 24. August 1892 in Osnabrück als Sohn des Betriebsführers Wilhelm August Remme und dessen Ehefrau Katarina Luise Karoline Remme geboren. Er war von Beruf Lehrer und seit 1913 tätig in Ostfriesland in Loga, Brinkum, Holtgaste, Emden, Upleward und Leer.
Am 19. April 1919 schloss er in Holtgaste die Ehe mit Amalie Elise Johanne Bruns. Aus dieser Ehe gingen drei Kinder hervor: Der erste Sohn verstarb 1920 bei der Geburt in Holtgaste; der zweite Sohn, Hans-Benno, fiel im Zweiten Weltkrieg und das dritte Kind, die Tochter Ingeborg, verheiratete Meyer-Remme, wurde am 14. September 1926 in Emden geboren. Sie verstarb in Aurich im Jahr 2000. 
Um 1930 hatte er seinen Wohnsitz in Emden. Wie lange er dort gewohnt hat, ist derzeit noch nicht bekannt. Sicher ist, dass er seit 1947 überwiegend in Leer gewohnt hat. In Leer verstarb er am 8. Mai 1971 mit 78 Jahren und wurde dort auf dem evangelisch-lutherischen Friedhof begraben.

## Bildhauer
Seine Berufung war die Bildende Kunst. Er wird als Autodidakt beschrieben. Seine Kunstwerke schuf er überwiegend aus Ton. Der unbearbeitete ostfriesische Ton, der auch für den Brand von Ziegeln genutzt wurde, war sein Material. Daraus formte er ausdrucksstarke, markante Porträts der verschiedenen Menschentypen, die es in seiner Wahlheimat Ostfriesland gab. Den Ton ließ er brennen und einige Figuren sind nach dem Brand gefärbt worden. Als weiteren Werkstoff nutzte er Gips, aus dem er ebenfalls Figuren formte, die zum Teil auch gefärbt worden sind. Er engagierte sich in der Kunstgruppe Emden, im Ostfriesischen Kunstverein und soll Mitglied des BBK – Bund bildender Künstler gewesen sein.
Schon ab 1929 war Remme auf Ausstellungen im norddeutschen Raum gemeinsam mit anderen Bildhauern und Malern präsent. So geht z. B. aus dem Ausstellungsverzeichnis der Kunstgruppe Emden von 1930 hervor, dass Remme auf der 5. Ostfriesischen Kunstschau vier Exponate ausgestellt hat. Leider ist nur ein Werk davon, die Alte Friesin, als Bild in dem Katalog enthalten. Dieses Werk existiert heute noch und befindet sich in Privatbesitz.
Weitere derzeit bekannte Ausstellungen sind die 5. Ostfriesische Kunstschau in der Klunderburg in Emden vom 17. August bis 1. September 1930 und eine Ausstellung in Oldenburg im Dezember 1937 im Oldenburger Augusteum. Nach dem Krieg hat im Jahre 1945 eine Ostfriesische Kulturschau in Aurich im großen Saal der Landschaft stattgefunden, in der auch Remme ausstellte. Aus dem Jahr 1949 ist bekannt, dass eine Ausstellung im Heimatmuseum in Leer stattgefunden hat, bei der Remme mit mehreren Werken vertreten war. Die Ausstellung muss großes Interesse hervorgerufen haben, da sie in mehreren Zeitungen Erwähnung fand. Durch Zeitungsartikel aus diesen Jahren ist ebenfalls belegt, dass die Ausstellungen gemeinsam mit namhaften ostfriesischen Künstlern wie Hinrikus Bicker-Riepe, Heinrich Driehling, Marie Krüger, Gertrud Wurmb, Heinz Johann Pahing, Karl Freede, Georg Hering, Heinz Johann Otto Pahling und Hans Trimborn durchgeführt worden sind. Weitere Ausstellungen im Ostfriesischen Raum sind bis Mitte der 50er Jahre belegt. Aus den 1960er Jahren ist bekannt, dass Werke nach Osnabrück, Melle, Hannover und Aurich gelangten. Im Jahre 1989 ist der 23. Jahrgang des Kunstkalenders Ostfriesland erschienen; dort ist das Bild seiner Plastik „Der Zuhörer“ veröffentlicht. Diese Arbeit existiert heute noch und befindet sich in Privatbesitz. In jüngster Zeit ist über zwei Werke von Remme öffentlich geschrieben worden: Das Werk „Der Teetrinker“ befindet sich im Besitz des Teemuseums Bünting in Leer. Im September 2016 veröffentlichte das Teemuseum Bünting einen Artikel über diese Arbeit von Remme im Internet.
Ein Porträt einer jungen Frau, Irmgard Meyer-Dinkgräfe, und ein weiteres Werk befinden sich im Emder Landesmuseum. 2006 erschien ein Artikel des Ostfriesischen Landesmuseums Emden, verfasst von Hans Peter Glimme, über das Porträt. 